# Axel Fagerlin
Axel Efraim Fagerlin (i riksdagen kallad Fagerlin i Luleå), född 30 maj 1859 i Karlskrona stadsförsamling, död 25 mars 1941 i Nordmalings församling, var en svensk jurist, ämbetsman och politiker.

## Biografi
Fagerlin blev 1880 student vid Lunds universitet, där han avlade hovrättsexamen 1883, blev 1886 vice häradshövding, var 1889–1890 auditör vid Norrbottens fältjägarkår och var 1890–1937 borgmästare i Luleå stad. Fagerlin tillhörde högern och var ledamot för Norrbottens läns valkrets i första kammaren 1914–1919 (lagtima riksdagen) och därunder ledamot av krigstidstilläggsutskottet urtima riksdagen 1918 och av första lagutskottet vid lagtima riksdagen 1919. Han var också ledamot av Norrbottens läns landsting där han var vice ordförande 1901–1904 och ordförande 1905–1920.

### Familj
Axel Fagerlin son till bagaremästaren Frans Wilhelm Fagerlin och Rosalie Marie Retz. Han gifte sig 1890 med Linda Maria Margareta Håkansson  (född 1864 i Skellefteå, död 1922 i Luleå), dotter till sjökaptenen Frans Leonard Håkansson och Vilhelmina Brännström. Paret Fagerlin fick två barn: Gunnar, född 1895, och Torsten, född 1897.